# Radońsk
Radońsk – wieś w Polsce położona w województwie kujawsko-pomorskim, w powiecie sępoleńskim, w gminie Sępólno Krajeńskie.
| SIMC    | Nazwa      | Rodzaj  |
| ------- | ---------- | ------- |
| 0095160 | Firlant    | kolonia |
| 0095176 | Kacze Doły | kolonia |

W latach 1975–1998 miejscowość administracyjnie należała do województwa bydgoskiego. Według Narodowego Spisu Powszechnego (III 2011 r.) liczyła 246 mieszkańców. Jest czternastą co do wielkości miejscowością gminy Sępólno Krajeńskie.

## Historia
Od początku grudnia 1906 r. do co najmniej początku lutego 1907 r. (dokładne daty nie są znane) w miejscowej szkole elementarnej odbył się strajk dzieci przeciwko nauczaniu religii w języku niemieckim. Z uczestników strajku znane są nazwiska następujących dzieci: A., K. Sikuterowie, T., I. Bieliccy. Strajk był elementem znacznie większej akcji biernego oporu wobec pruskich władz szkolnych, która na przełomie 1906 i 1907 r. objęła ponad 460 (!) szkół w prowincji Prusy Zachodnie, czyli przedrozbiorowe Pomorze Gdańskie, Powiśle, ziemię chełmińską i ziemię lubawską oraz część Krajny. Inspiracją dla strajków pomorskich były wcześniejsze działania dzieci w prowincji wielkopolskiej, ze słynnym strajkiem we Wrześni (1901) na czele.